# Kvinde ved virginal
Kvinde ved virginal er et oliemaleri fra omkring 1672/3 af den hollandske maler Johannes Vermeer. Maleriet er 51,7 cm højt og 45,2 cm bredt. Motivet er en kvinder der spiller på et virginal. Maleriet er en del af samlingen i National Gallery i London.

## Motiv og beskrivelse
Maleriet skildrer en kvinde, der står ved et virginal. Hun har drejet hovedet mod beskueren. Bag hende hænger et maleri af Cupido og til venstre et mindre landskabsmaleri. Identifikationen af landskabsmaleriet er uklar. Muligvis er det af Jan Wijnants eller Allaert van Everdingen, samtidige nederlandske kunstnere. Cupidomaleriet er antagelig af Caesar van Everdingen. Cupido løfter et kort i venstre hånd. Motivet er baseret på et emblem fra Otto van Veens Amorum emblemata (1606) hvis tekst lyder: ”en elsker bør elske kun én.” Sammen med virginalet, der traditionelt associeres med uplettet kærlighed, angiver det tydeligt, hvordan Vermeers maleri skal tolkes: ægteskabelig troskab.